# Oratorio di San Salvatore (Cogorno)
L'oratorio di San Salvatore è stato un luogo di culto cattolico situato nella frazione di San Salvatore dei Fieschi, in piazza Innocenzo IV, nel comune di Cogorno nella città metropolitana di Genova.

## Storia e descrizione
Adiacente al palazzo comitale dei Fieschi e antistante l'omonima basilica, fu edificata in un'epoca antecedente la basilica stessa e fu solo nel corso del Seicento che assunse l'attuale aspetto barocco, con l'ingrandimento del primo impianto.
Sede della parrocchia di San Salvatore fino al 1798, fu quindi sconsacrata e convertita più recentemente all'uso espositivo assieme all'attiguo palazzo fliscano. Sopra il portale è presente un affresco del santo titolare.
A ridosso della parete di fondo dell'abside, su apposita cantoria, si trova l'organo a canne, trasferito dall'antistante basilica nel 1999-2000; esso venne costruito da Lorenzo Paoli nel 1882 riutilizzando la cassa seicentesca di un precedente strumento, proveniente dalla chiesa di San Giovanni Battista in Chiavari. A trasmissione meccanica, dispone di 24 registri su unico manuale e pedale.